# Kanton Le Malzieu-Ville
Kanton Le Malzieu-Ville (francouzsky Canton du Malzieu-Ville) je francouzský kanton v departementu Lozère v regionu Languedoc-Roussillon. Tvoří ho devět obcí.

## Obce kantonu
- Chaulhac
- Julianges
- Le Malzieu-Forain
- Le Malzieu-Ville
- Paulhac-en-Margeride
- Prunières
- Saint-Léger-du-Malzieu
- Saint-Pierre-le-Vieux
- Saint-Privat-du-Fau